# أنا الشعب (رواية)
أنا الشعب  رواية للكاتب والروائي محمد فريد أبو حديد (1893 - 1967) صدرت عام 1958  عن دار المعارف في كتاب يحتوي 33 فصل في 376 صفحة، يصور فيها صورا من الحياة في مصر قبيل حركة 23 يوليو 1952، ويقدم فيها تصويرا لشخصيات مختلفة الميول والأهواء والطباع والنظر إلى الحياة، وفيها مثل للنجاح في الحياة، وفيها لوحات واقعية لما كان يجري بين الرجال الحزبيين في سبيل النجاح في الانتخابات.

## ملخص القصة (بقلم طه حسين)
بطل القصة فتًى من دمنهور قد فقد أباه وهو تلميذ في المدرسة الثانوية، فاضطربت عليه الأمور أشد الاضطراب حتى زهدته في الدرس، وصرفته عنه آخِر الأمر، واضطرته ظروف الحياة إلى أن يلتمس العمل ليكسب لنفسه ولأمه القوت، وهو يحاول فلا تغني عنه المحاولة شيئًا، ثم تشير عليه أمه أن يلجأ إلى رجل من أغنياء المدينة وأصحاب التجارة الواسعة فيها، كانت بينه وبين أبيه مودة وما زالت هذه المودة باقية بين أسرته وأسرة الفتى، ولا يكاد الفتى يلقى هذا الصديق القديم لأبيه حتى يحسن لقاءه ويكلفه العمل في محلجه، ثم يصطفيه ويختصه بكثير من الرعاية والحب. ولهذا الرجل ابنة في أول الشباب عرفها الفتى منذ كانا طفلين، ونما بينهما حب نقي، ولكنه حب شديد الحياء لا يكشف عن نفسه لصاحبيه إلا في أناة شديدة ومهل بطيء، فإذا كشف عن نفسه لهما استحيا كل واحد منهما أن يحدِّث به صاحبه، واستحيا كل واحد منهما أن يُعرِب عنه لأحد من الناس. وأمور القصة تضطرب بين العسر واليسر وبين الشدة واللين، ويكثر فيها الكيد والمكر والعبث، وتختلف فيها الخطوب والثقال، وما أريد أن ألخِّصها لك، لا لأن في تلخيصها شيئًا من العسر، بل لأني حريص على أن تقرأها وتستكشف ما فيها من روائع التصوير، وبراعة في تحليل النفوس والأعمال التي تصدر عنها. وقد كاد للفتى بعضُ زملائه فأقصاه هذا التاجر عن عمله، ولكنه حفظ له كثيرًا من المودة والعطف، والفتى مضطرب في شئون الحياة يحاول التجارة اليسيرة فيواتيه الحظ لأن رفيقًا من رفاقه البائسين في المدينة قد أعانه فأحسن معونته، والكاتب يصور لنا هذا الرفيق أبرع تصوير وأصدقه وأعظمه استهواءً لنفس القارئ.
وفي أثناء هذا الكد والجد تنشأ القصة الثانية؛ فقد اتصل الفتى بالسياسة من طريق الانتخابات والترويج لأحد المتنافسين فيها والتعرُّض لما كان يملأ الانتخابات من كيد يكيده بعض الخصوم لبعض، ومن عبث يعبثه السلطان بالذين يروجون لمَن يخاصم السلطان. واتصال الفتى بالسياسة من هذه الطريق يُظهِره على ذات نفسه ويكشف له عن حقيقة أمره؛ فيستكشف أولًا أنه كاتب يحاول القصص فيجيده ويبرع فيه، ويستكشف ثانيًا أنه خطيب يحسن إثارة الجماعات وإلهابها، ويستكشف بعد ذلك أن له مُثلًا عليا في السياسة، وأنه مؤثر لها أشد الإيثار، مخلص لها أعظم الإخلاص، مؤمن بها إيمانًا لا يسعى إليه الشك ولا تنال منه الخطوب، صادق اللهجة إذا أعرب عن رأيه، قادر على أن ينقله إلى سامعيه وإلى قارئيه، لا يجد في ذلك مشقة ولا عسرًا، وإنما هو طبيعة له قد ركِّبت فيه وجعلته رجل جهاد ونضال لا يعرف ضعفًا ولا خوفًا، ولا يهاب الهول مهما عظم ومهما يكن مصدره. وليس الفتى في حقيقة الأمر هو الذي استكشف هذه الناحية من نواحي نفسه، وإنما استكشفها صديق حميم له لم يلبث أن وصل أسبابه بأسباب صحيفة من صحف القاهرة، ثم لم تلبث الصحيفة أن دعته إلى المشاركة في تحريرها، فانتقل إلى القاهرة ومعه حبه ذاك، ومن ورائه أمه وأخته تعيشان في دمنهور من سعيه العسير الرضي والسعيد الشقي في القاهرة.

## نقد وتعليقات
كتب الدكتور محمد الجوادي على موقع «الجزيرة نت» في 17 يونيو 2019: «روايته الثانية وهي رواية» أنا الشعب«وقد حفلت بانتقاد عصر ما قبل ثورة 1952 على نحو جعل الثورة تتبناها حتى من قبل أن تطغى التوجهات الإيديولوجية التي حكمت تدريس الأدب في العصر الناصري». 
كتب الأستاذ محمد ولد إشدو على موقع المؤسسة الإعلام الموريتانية المستقلة «زهرة شنقيط»: «في قصته الجميلة» أنا الشعب«التي قرأناها بنهم في معترك» الستينيات المجنونة«دون أن نتدبّرها كغيرها يومئذ؛ عالج الكاتب المصري الكبير محمد فريد أبو حديد ظاهرة  فئة اجتماعية معينة (هي» طبقة البرجوازية الصغيرة«كما يسميها البعض) تعتقد لمكانها في وسط السلم الاجتماعي، وما تعانيه من ظلم وتهميش وحرمان من هم فوقها» والماء ينساب أمامها زلالا«وما هو ببالغ فاها، وما يعتادها من وسواس الفقر والسقوط إلى الدرك الاجتماعي الأسفل، أنها هي الشعب: فبرضاها، وقلما ترضى لبعد البون بين طموحها وقدراتها، تعتقد أن الشعب راض؛ وبسخطها وهي الساخطة والشاكية والمتبرمة أبدا، تعتقد أن الشعب غاضب. بل على حافة الثورة والعصف بالطغيان. وغالبا ما تصرفت على هواها فلا تدرك الحقيقة إلا بعد فوات الأوان، وبعد أن تكون قد ألحقت أفدح الأضرار بنفسها وبالشعب الذي تدعي أنها هو».
كتب الدكتور طه حسين في كتابه "نقد واصلاح": "لستُ أخفي على الكاتب الأديب أني كنت أجد نوعين مختلفين أشد الاختلاف من الشعور حين كنت أقرأ قصته هذه، أحدهما: شعور الغبطة والرضى والشوق الشديد إلى المضي في القراءة، والآخَر: شعور الفتور والسأم والشوق إلى أن أرى الكاتب قد ضاق بمدينة القاهرة، واشتاق إلى مدينته تلك، أو دعاه أي داعٍ للعودة إلى دمنهور في قطار الليل، أو في قطار النهار؛ لأني كنتُ أحب أشد الحب أن أعيش معه في دمنهور، حيث أشخاصه أولئك الذين تكشف حياتهم لي عن شيء جديد كلما مضيتُ في القراءة. وكنتُ أجد كثيرًا من السأم في أن أعيش معه في القاهرة لسبب يسير، وهو أني عشت معه في القاهرة أوقاتًا طوالًا، وبلوت هذه الحياة التي يصوِّرها حتى سئمتها وضقت بها. عرفت تحقيق النيابة، وشهود المحاكم، وما يلقاه الصحفيون من الشر في ذات أنفسهم وفي نفوس زملائهم، وعرفت النذر الظاهرة والخفية التي تسعى إلى الصحفيين الصادقين لتنغص عليهم الأيام، وتؤرق عليهم الليالي.
عرفت هذه الحياة فلم أكن في حاجة إلى أن تعاد عليَّ قصتها، ولم أعرف حياة أولئك الأشخاص في دمنهور، فكنتُ إلى معرفتها مشوقًا وبها مشغوفًا. ومهما يكن من شيء فإن انتهاء هذه القصة ينبئنا بشيء نترقبه ونتعجله، ونرجو أن يكون أشقى لنفوسنا وأرضى لعقولنا على ما في هذه القصة من متاع ورضى، فالأستاذ فريد أبو حديد ينبئنا بأن انتهاء قصته هذه إنما هو ابتداء لقصة أخرى. فمتى يتاح لنا أن نقرأ هذه القصة الأخرى؟ عسى أن يكون ذلك قريبًا".

## معلومات عامة
http://arab-ency.com.sy/ency/details/8036 أنا الشعب (رواية)
https://www.hindawi.org/books/16419535/ أنا الشعب (رواية)
https://alqarii.com/reviews/46221-an-lshaab أنا الشعب (رواية)
https://www.hindawi.org/books/20806072/11/ أنا الشعب (رواية)
https://www.goodreads.com/book/show/22809112 أنا الشعب (رواية)